# Стрельниковское сельское поселение
Стрельниковское сельское поселение — муниципальное образование в Атюревском районе Республики Мордовия.
Административный центр — село Стрельниково.

## История
Образовано в 2005 году.

## Население
| 2010 | 2012 | 2013 | 2014 | 2015 | 2016 | 2017 |
| ---- | ---- | ---- | ---- | ---- | ---- | ---- |
| 843  | ↘793 | ↘759 | ↘704 | ↘678 | ↘651 | ↘634 |
| 2018 | 2019 | 2020 | 2021 |      |      |      |
| ↘612 | ↘574 | ↘554 | ↗661 |      |      |      |

## Населённые пункты
В состав сельского поселения входит 7 населённых пунктов:
| № | Населённый пункт | Тип населённого пункта | Население |
| - | ---------------- | ---------------------- | --------- |
| 1 | Верхний Пишляй   | село                   | ↘64       |
| 2 | Клопинка         | деревня                | ↘145      |
| 3 | Лесной Бор       | деревня                | ↘17       |
| 4 | Нижний Пишляй    | село                   | ↘38       |
| 5 | Пичеполонга      | деревня                | ↘293      |
| 6 | Стрельниково     | посёлок                | ↘15       |
| 7 | Стрельниково     | село                   | ↘271      |